# Триглиф
Триглиф или трорез је архитектонски израз за плоче са три вертикална зареза на фризу дорског реда. У ствари, триглифи су састављени из два пуна зареза и два полузареза на крајевима. Триглифи су декоративна удубљења стављена да представљају руб традиционалне дрвене греде која сједи на једноставном фризу који је нижи дио главног венца. Испод сваког триглифа су стилизовани округли клинови који изгледају као да су укуцани да би стабилизовали носећи систем стуба и греде. Триглифи су центрирани изнад сваког стуба и са још једним а понекад и два између стубова. Простор између триглифа су метопи који су некад просто а понекад мање скулптурисани.